# ハミルトニアン・モンテカルロ法

二次元にハミルトニアン・モンテカルロ法で確率分布をサンプリング

ハミルトニアン・モンテカルロ法（ハミルトニアン・モンテカルロほう、英: Hamiltonian Monte Carlo、HMC法、ハイブリッド・モンテカルロ法とも）は、マルコフ連鎖モンテカルロ法の一種で、分子動力学法におけるHamiltonian dynamicsを利用することから名付けられた。
ハミルトニアン・モンテカルロ法は、 メトロポリス・ヘイスティングス法の実装の一つである。
メトロポリス・ヘイスティングス法と比較して、ハミルトニアン・モンテカルロ法では、遠方の状態への移動を提案することにより、連続するサンプリング状態間の相関が低減するので、必要なマルコフ連鎖サンプルが少なくなる。
このアルゴリズムは、1987年に、Simon Duane、Anthony Kennedy、Brian Pendleton、Duncan Rowethによって提案された。 